# Service militaire en Corée du Nord

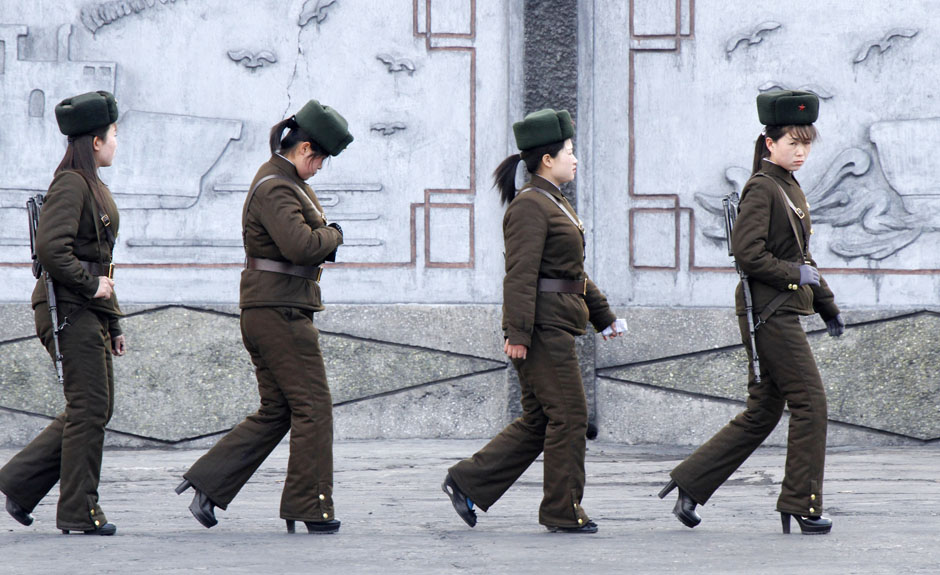
Depuis 2015, les femmes doivent aussi faire leur service militaire à la sortie du lycée, entre 17 et 23 ans. Avant, elles le faisaient sur la base du volontariat.

Le service militaire en Corée du Nord est le plus long du monde. Le pays est officiellement toujours en guerre contre la Corée du Sud. Les hommes en bonne santé y servent obligatoirement 10 ans, les femmes 6 ans. Mais pas les membres de la classe socio-économique « hostile » ainsi que les prisonniers politiques qui en sont exclus. L'armée représente 5 % de la population, contre 1 % au Sud.

## Histoire
L’armée nord-coréenne est issue des forces de sécurité créées en octobre 1945 pendant l’occupation de la partie nord de la péninsule par l’URSS . Le 8 février 1948 a été officiellement mise en place l’Armée populaire de Corée. Le service militaire est obligatoire depuis 1958.
Au cours des années 1990, la fin de la guerre froide et la chute des pays-frères du bloc soviétique ont entraîné une crise économique majeure et une famine épouvantable dans le pays. Au milieu de ce chaos, Kim Jong-il - le dirigeant de l'époque - a eu recours en 1995 à la politique  de l'« Armée d'abord » . L'objectif était de maintenir la stabilité intérieure et de renforcer ses capacités de défense face aux menaces extérieure.
L'Armée est ainsi devenue toute-puissante. Mais déjà en 1993, le service militaire avait été étendu à 10 ans. Avant, les soldats nord-coréens servaient en moyenne entre 5 et 8 ans dans les rangs de l'armée.
Avant la famine des années 90, les soldats recevaient 3 repas par jour : un bol de riz et des plats additionnel. Mais pendant la crise, on dit que certains soldats affamés ont volé des civils et des agriculteurs.
En mars 2003, lors de la 6e réunion de la 10e Assemblée populaire suprême, la Corée du Nord a promulgué la «loi sur le service militaire» : la durée du service militaire a été raccourcie de 13 à 10 ans pour les hommes et de 10 à 7 ans pour les femmes.

## Enrôlement
Tous les hommes en bonne santé de plus de 14 et jusqu'à 60 ans peuvent être appelés sous les drapeaux, sauf les « hostiles ».
Avant le service 2 sessions d'examens physiques sont organisés. Les conscrits doivent mesurer plus de 1,48 m et peser plus de 43 Kilos. Après cet examen, les garçons rejoignent l'armée après la sortie du lycée. L'admission des femmes est plus sélective : une pour neuf hommes.
Les étudiants des universités les plus prestigieuses ainsi que les ouvriers spécialisés de certaines industries peuvent également obtenir des exemptions.
Les Nord-coréens ne peuvent pas choisir librement s'ils veulent servir dans l'armée de terre, de l'air ou la marine. On dit que les conscrits préfèrent servir dans la marine, parce que là les rations alimentaires et les conditions de vie sont les meilleures. De plus, la marine offre de nombreux emplois techniques qui ne nécessitent pas un entraînement physique intense. Beaucoup essayent donc de corrompre les officiers chargés de la conscription afin d'y être enrôlés.
D'autres destinations sont recherchées : les garnisons près de la frontière, l'armée de l'air ou les unités déployées à Pyongyang. Les Nord-coréens évitent de servir comme garde du corps au dirigeant suprême - Kim Jong-un. C'est un poste où même un problème mineur peut mettre, eux ou leurs familles, dans de grandes difficultés. Les unités de génie ou de construction sont aussi évitées parce que les rations alimentaires sont minuscules et que le travail y est intense et dangereux. Pour éviter d'y être envoyé, certaines familles payent des pots-de-vin pouvant dépasser 500 $.
Les enfants de l'élite politique sont en général envoyés servir dans le Centre de commandement de défense de Pyongyang, au sein du Ministère de la sécurité du peuple ou encore à Panmunjeon.

## Vie pendant le service militaire
Si on viole les règles au sein des unités militaires, on connaît de grandes difficultés, tant pendant le service qu'après. Les soldats ont droit à 15 jours de permission une fois par an, et ont droit à entre 10 et 15 jours de congés pour des raisons spéciales - remises des prix, mariages, enterrement des parents.
Les soldats nord-coréens peuvent consacrer le tiers voire la moitié de leur service à des tâches qui ne sont pas militaires. Il s'agit de travailler dans les champs ou les chantiers de construction, en raison des pénuries alimentaires et des difficultés économiques. Les soldats doivent en effet trouver des solutions pour compléter par eux-mêmes les rations de base qui leur sont fournies.

## L'avenir du service militaire
Le dirigeant Kim Jong-un a aboli en 2016 la toute-puissante Commission de défense nationale : il semble s'éloigner de la politique de l'« Armée d'abord » mise en place par son père, Kim Jong-il. La Corée du Nord  met l'accent sur l'armement nucléaire, chimique ou bactériologique ou encore l'informatique pour assurer sa sécurité. Et aujourd'hui, Pyongyang semble donner priorité à l'économie.

Service militaire dans le monde : Vert: Pas d'armée nationale. Bleu: Pas de conscription ou pas appliquée (armée volontaire et/ou de métier). Pourpre: Appliquée, mais moins de 20 % ont en pratique l'obligation de s'enrôler. Orange: Obligatoire, mais une suspension ou suppression est planifiée. Rouge: Obligatoire. Gris: Aucune information.